# Pino Arlacchi
Pino Arlacchi, all'anagrafe Giuseppe Arlacchi (Gioia Tauro, 21 febbraio 1951), è un sociologo, politico e funzionario italiano.

## Biografia

### Attività accademica
Nel 1973 si è laureato in sociologia presso l'Università degli Studi di Trento con la tesi Economia e politica nel Mezzogiorno post-bellico (1943-50). Già professore associato di sociologia applicata presso l'Università della Calabria, nel 1980 pubblicò il suo primo studio Mafia, contadini e latifondo nella Calabria tradizionale. Le strutture elementari del sottosviluppo, edito dalla casa editrice Il Mulino, che attirò l'attenzione dello storico Eric Hobsbawm, il quale lo consigliò alla Cambridge University Press per la pubblicazione.
Nel 1983 pubblicò La mafia imprenditrice, nel quale analizzò la trasformazione della mafia e della 'ndrangheta da realtà agro-pastorale a vero e proprio ceto imprenditoriale legato ai moderni business dell'edilizia, dell'industria e della droga.
È stato consulente della Commissione parlamentare sul fenomeno della mafia presieduta da Abdon Alinovi (1984-86) e collaboratore della Commissione Narcotici dell'ONU con sede a Vienna. Nel 1987 divenne professore associato presso la Cesare Alfieri dell'Università di Firenze, nonché per un anno visiting professor alla Columbia University di New York. Tra il 1987 e il 1991 svolse varie ricerche sulla criminalità organizzata e sul traffico di droga, portando a termine anche un importante studio sul fenomeno della tossicodipendenza nella città di Verona insieme al sociologo inglese Roger Lewis. Come consigliere del Ministro degli Interni Vincenzo Scotti, fu tra gli ispiratori del progetto esecutivo della Direzione Investigativa Antimafia (DIA), agenzia interforze coordinata a livello centrale. Ha presieduto l'Associazione mondiale per lo studio della criminalità organizzata.
Nei primi anni '90, raccolse le confidenze dei collaboratori di giustizia Antonino Calderone e Tommaso Buscetta, che poi pubblicò nei due libri di grande successo Gli uomini del disonore (1992) e Addio Cosa Nostra (1994).

### Attività politica e diplomatica
Nel 1994 è stato eletto alla Camera dei deputati, nelle file dell'Alleanza dei Progressisti, in quota al Partito Democratico della Sinistra; nel 1996 è stato rieletto al Senato con L'Ulivo.
Dal 1997 al 2002 ha ricoperto l'incarico di sottosegretario generale delle Nazioni Unite, direttore dell'UNDCCP (ufficio delle Nazioni Unite per il controllo delle droghe e la prevenzione del crimine) e direttore generale dell'ufficio delle Nazioni Unite a Vienna. Come direttore esecutivo dell'UNDCP, Arlacchi ha proposto e fatto approvare nel 1998 all'Assemblea generale delle Nazioni Unite una strategia decennale di riduzione della domanda di droghe e di eliminazione delle colture di oppio e coca in tutto il mondo, chiamata "un mondo libero dalla droga"; si è inoltre fatto promotore della Convenzione delle Nazioni Unite contro la Criminalità Organizzata Transnazionale approvata a Palermo da 124 paesi nel dicembre 2000 e pienamente operativa dal 2003.
Pino Arlacchi ha ripetuto l'esperienza di creazione della DIA promuovendo la nascita di una agenzia speciale antidroga nel Tagikistan, paese collocato lungo la rotta nord della droga che parte dall'Afghanistan e raggiunge i mercati russo ed europeo.
Nel campo della lotta al riciclaggio del denaro sporco, Pino Arlacchi ha promosso la firma nel 2001 da parte di 34 paradisi fiscali di un accordo che li ha impegnati a lavorare assieme all'ONU per adeguare le loro legislazioni agli standard internazionali di trasparenza finanziaria e di contrasto del riciclaggio. L'accordo coinvolgeva il 70% del mercato finanziario offshore, la cui dimensione era nel 2000 di 4.000 miliardi di dollari.
Nel 2004, su incarico della Commissione europea, ha redatto il progetto della agenzia antiriciclaggio del Kosovo. Tra il 2006 e il 2008 ha fatto parte del comitato internazionale di tre esperti costituito dalla Repubblica Popolare Cinese sul tema della sicurezza dei Giochi Olimpici del 2008.
Nel 2008 è divenuto responsabile del dipartimento per la sicurezza internazionale dell'Italia dei Valori, nelle cui liste verrà eletto al Parlamento europeo in occasione delle elezioni europee del 2009; insieme agli altri eurodeputati dell'IdV, aderisce al gruppo dell'ALDE. Il 19 novembre 2010, tuttavia, abbandona il partito di Antonio Di Pietro alla volta del Partito Democratico, ufficializzando il passaggio all'Alleanza Progressista dei Socialisti e dei Democratici. Si candida con il PD per le successive elezioni europee del 2014 nella Circoscrizione Italia meridionale, ma con 82.136 preferenze non viene eletto.
Svolge da aprile 2016 attività di consulente per il Gruppo Itinera nella conclusione di accordi con due primarie società iraniane di trasporto ferroviario.
Alle elezioni europee del 2024 si candida nella circoscrizione meridionale con Pace Terra Dignità, lista pacifista promossa da Michele Santoro e altre forze di sinistra. Ottiene oltre 2.300 preferenze, senza però essere eletto,  non avendo, la lista, nemmeno superato la soglia di sbarramento.

## Controversie

### Minacce dai mafiosi
Nel maggio 1994 è stato minacciato in pubblico da Totò Riina, il capo di Cosa nostra. Nel corso di un processo, Riina si proclamò perseguitato politico da parte dei "comunisti" e fece i nomi dei suoi tre principali nemici, tra cui, "questo Arlacchi che scrive libri". Secondo alcuni osservatori, quella dichiarazione era l'equivalente di una condanna a morte.

### Interferenze da parte dei servizi segreti
Per tre volte Pino Arlacchi è stato oggetto delle attenzioni ostili dei servizi di sicurezza italiani. Nella seduta del Senato del 12 luglio 1994 l'allora ministro dell'Interno Roberto Maroni rivelò l'esistenza presso il SISDE, il servizio interno della sicurezza dello Stato, di 21 fascicoli intestati a singoli esponenti politici, tra i quali Pino Arlacchi. Quattro anni dopo, nel 1996, fu sequestrato un fax del 1993 proveniente da ambienti dell'intelligence italiana e diretto negli USA a proposito delle azioni da intraprendere per impedire la nomina di Pino Arlacchi a supervisore dei servizi di sicurezza da parte del governo Ciampi. Dopo la nomina di Arlacchi all'ONU nel 1997, Arlacchi è stato vittima di una violenta campagna di stampa per le sue iniziative in Afghanistan, culminata nel 2001, lo stesso anno nel quale Pio Pompa, un collaboratore del capo del SISMI Nicolò Pollari, lo inseriva in una lista di personaggi presunti «avversari del governo Berlusconi» da colpire «con azioni traumatiche».

### Critiche dai Radicali
Alcune critiche gli sono state rivolte per la sua gestione dell'Alto Commissariato ONU per la lotta alla droga, soprattutto da rappresentanti del Partito Radicale come Maurizio Turco e Marco Cappato.
In particolare, il Partito Radicale contestano la dichiarazione fatta da Pino Arlacchi il 15 aprile 2008 in cui egli dichiarava all'ANSA: 
(Pino Arlacchi, dichiarazione all'Ansa, 15 aprile 2008,)
Pino Arlacchi ha risposto alle critiche in più occasioni ed anche nel suo sito web. Ha anche annunciato d'aver intrapreso azioni legali nei confronti del Partito Radicale, iniziative che però non si sono mai concretizzate in alcun processo in tribunale.

### Elezioni in Azerbaigian
In qualità di capomissione per il Parlamento Europeo, Pino Arlacchi ha certificato che le elezioni in Azerbaigian del 9 ottobre 2013 sono state "libere, eque e trasparenti" contrariamente a quanto dichiarato da OSCE, Human Rights Watch e Freedom House - una differenza di vedute che ha sollevato più di un'accusa sulle presunte ragioni che stanno dietro al suo giudizio, specialmente dopo le inchieste pubblicate dall'Iniziativa Europea di Stabilità su come l'Azerbaigian avrebbe usato la "diplomazia del caviale" per silenziare i suoi critici.
Arlacchi ha definito queste critiche incivili e faziose e ha replicato che la sua valutazione sulle elezioni presidenziali azere non era personale ma rifletteva quella di altri sessantacinque parlamentari appartenenti a tre diverse delegazioni (OSCE, PE e Consiglio d'Europa), e di oltre mille osservatori di altre 46 delegazioni presenti in loco e provenienti da tutto il mondo.

## Pubblicazioni
- Territorio e Società. Calabria 1750-1950, Lerici, Roma, 1978.
- Mafia, contadini e latifondo nella Calabria tradizionale. Le strutture elementari del sottosviluppo, Il Mulino, Bologna, 1980.
- Morte di un generale: l'assassinio di Carlo Alberto dalla Chiesa, la mafia, la droga, il potere politico, (con Giorgio Bocca, Nicola Cattedra, Camilla Cederna, Marcello Cimino, Alberto Dall'Ora, Antonio Ferrari, Antonio Padalino, Giuliana Saladino, Marcello Sorgi e Corrado Stajano), Milano, Mondadori, 1982.
- La mafia imprenditrice. L'etica mafiosa e lo spirito del capitalismo, Il Mulino, 1983.
- La palude e la città. Si può sconfiggere la mafia (con Nando dalla Chiesa), Mondadori, 1987.
- Droga e grande criminalità in Italia e nel mondo, Sciascia, Caltanissetta-Roma, 1988.
- Imprenditorialità illecita e droga. Il mercato dell'eroina a Verona (con Roger Lewis), Il Mulino, 1990.
- Gli uomini del disonore. La mafia siciliana nella vita di un grande pentito Antonino Calderone, Mondadori, Milano, 1992.
- Addio Cosa Nostra. La vita di Tommaso Buscetta, Rizzoli, 1994.
- Il processo. Giulio Andreotti sotto accusa a Palermo, Rizzoli, 1995:
- Schiavi. Il nuovo traffico di esseri umani, Rizzoli, Milano, 1999.
- La mafia imprenditrice. Dalla Calabria al centro dell'inferno, Il Saggiatore, 2007
- Perché non c'è la Mafia in Sardegna. Le radici di una anarchia ordinata, AM&D Edizioni, Cagliari, 2007.
- L'inganno e la paura. Il mito del grande caos, Il Saggiatore, Milano, 2009.
- I padroni della finanza mondiale. Lo strapotere che ci minaccia e i contromovimenti che lo combattono, Chiarelettere, Milano, 2018.
- Contro la paura. La violenza diminuisce. I veri pericoli che minacciano la pace mondiale, Chiarelettere, Milano, 2020.
- Giovanni e io. In prima linea con Falcone contro Andreotti, Cosa nostra e la mafia di Stato, Chiarelettere, Milano, 2022.